# Michael Tucker (acteur)
Pour les articles homonymes, voir Michael Tucker et Tucker.
Michael Tucker, né le 6 février 1945 à Baltimore (Maryland), est un acteur américain.

## Biographie
Michael Tucker apparaît pour la première fois à l'écran dans le téléfilm They've Killed President Lincoln! de Robert Guenette (en), diffusé en 1971, où il personnifie le général Grant, aux côtés de Richard Basehart et Jill Eikenberry (née en 1947). Depuis 1973, il est marié avec cette dernière.
Au cinéma (majoritairement américain), il tient un premier petit rôle (non crédité) dans Network : Main basse sur la télévision de Sidney Lumet (1976, avec Faye Dunaway et William Holden). Suivent entre autres Les Yeux de Laura Mars d'Irvin Kershner (1978, avec Faye Dunaway et Tommy Lee Jones), La Rose pourpre du Caire de Woody Allen (1985, avec Mia Farrow et Jeff Daniels), Le Concierge du Bradbury de Barry Sonnenfeld (1993, avec Michael J. Fox et Gabrielle Anwar), ou encore Âmes en stock de Sophie Barthes (2009, avec Paul Giamatti et Armand Schultz).
À la télévision américaine, outre des téléfilms (ex. : Trop jeune pour mourir de Robert Markowitz, 1990, avec Juliette Lewis et Brad Pitt), il contribue à des séries depuis 1981, dont Capitaine Furillo (trois épisodes, 1981-1984), La Loi de Los Angeles (intégrale, 1986-1994, avec son épouse) et New York, police judiciaire (trois épisodes, 2005-2010).
Actif également au théâtre, Michael Tucker joue notamment à Broadway (New York), où sa première pièce est Moonchildren (en) de Michael Weller (1972, avec Robert Prosky et Jill Eikenberry). Suivent Trelawny of the 'Wells' (en) d'Arthur Wing Pinero (1975, avec Walter Abel et Meryl Streep) et The Goodbye People (en) d'Herb Gardner (en) (1979, avec Herschel Bernardi et Ron Rifkin).
Toujours sur les planches new-yorkaises, Off-Broadway, il joue d'abord en 1974 dans Les Joyeuses Commères de Windsor de William Shakespeare (avec Danny DeVito et Barnard Hughes) et Les Rivaux de Richard Brinsley Sheridan (avec Arthur Anderson et Richard Monette), puis y revient régulièrement jusqu'en 2017.

## Filmographie partielle

### Cinéma
- 1976 : Network : Main basse sur la télévision (Network) de Sidney Lumet : un employé de bureau
- 1978 : La Fin du monde dans notre lit conjugal (La fine del mondo nel nostro solito letto in una notte piena di pioggia) de Lina Wertmüller : Jack
- 1978 : Une femme libre (An Unmarried Woman) de Paul Mazursky : Fred
- 1978 : Les Yeux de Laura Mars (Eyes of Laura Mars) d'Irvin Kershner : Bert
- 1982 : Diner de Barry Levinson : Bagel
- 1985 : La Rose pourpre du Caire (The Purple Rose of Cairo) de Woody Allen : l'agent de Gil
- 1987 : Les Filous (Tin Men) de Barry Levinson : Bagel
- 1987 : Radio Days de Woody Allen : Martin, le père de Joe
- 1988 : Checking Out de David Leland
- 1993 : Le Concierge du Bradbury (For Love or Money) de Barry Sonnenfeld : Harry Wegman
- 1994 : Les Petits Champions 2 (D2: The Mighty Ducks) de Sam Weisman : Tibbles
- 1997 : L'Amour de ma vie (’Till There Was You) de Scott Winant (en) : Saul Moss
- 2009 : Âmes en stock (Cold Souls) de Sophie Barthes : le directeur du théâtre

### Télévision

#### Séries
- 1981-1984 : Capitaine Furillo (Hill Street Blues)
  - Saison 1, épisode 13 Une main en or (Fecund Hand Rose, 1981) de Gregory Hoblit : M. Heidel
  - Saison 5, épisode 1 Canicule (Mayo, Hold the Pickle, 1984) et épisode 2 L'Exécution (Watt a Way to Go, 1984) : Gabe Fimpel
- 1986-1994 : La Loi de Los Angeles (L.A. Law), saisons 1 à 8, 171 épisodes (intégrale) : Stuart Markowitz
- 1988 : Alfred Hitchcock présente (Alfred Hitchcock Presents), saison 3, épisode 17 Il était une fois une petite fille (There Was a Little Girl…) d'Atom Egoyan : Frank
- 1995 : L'Homme de nulle part (Nowhere Man), saison unique, épisode 1 (pilote) Le Néant total (Absolute Zero) de Tobe Hooper et épisode 8 Lavage de cerveau (The Alpha Spike) : Dr Bellamy
- 1999 : The Practice : Donnell et Associés (The Practice), saison 3, épisode 22 La Défense à l'attaque (Do Unto Others) de Mel Damski : le rabbin Richard Jacobs
- 1999 : Batman, la relève (Batman Beyond, série d'animation), saison 2, épisode 5 Un profil peut en cacher un autre (Hidden Agenda) : Watkins (voix)
- 2000-2001 : Associées pour la loi (Family Law), saison 2, épisode 7 Par amour (For Love, 2000 : Howard) et épisode 14 Souffrances (The Quality of Mercy, 2001 : le procureur de district Newman)
- 2004 : Washington Police, saison 4, épisode 19 Paradis sur ordonnance (Passing Time) : Dr Clay
- 2005 : Amy (Judging Amy), saison 6, épisode 15 Hésitations (Hard to Get) : le juge Jack Feinstein
- 2005-2010 : New York, police judiciaire (Law & Order)
  - Saison 15, épisode 21 Censurée (Publish and Perish, 2005) : Quentin
  - Saison 16, épisode 10 Quand la police s'emmêle (Acid, 2005) de Michael Pressman : Terrence Putney
  - Saison 20, épisode 18 Climat dangereux (Brazil, 2010) de Jean de Segonzac : Nelson Lehman
- 2010 : Big Lake, saison unique, épisode 3 Fad Diet de Don Scardino : Dr Justin Brenneman

#### Téléfilms
- 1971 : They've Killed President Lincoln! de Robert Guenette (en) : le général Grant
- 1979 : Vampire de E. W. Swackhamer : Christopher Bell
- 1987 : Assault and Matrimony de James Frawley : Edgar
- 1989 : Day One de Joseph Sargent : Leó Szilárd
- 1990 : L'Escroc et moi (The Secret Life of Archie's Wife) de James Frawley : Walter Sharphorn
- 1990 : Trop jeune pour mourir (Too Young to Die?) de Robert Markowitz : Buddy Thornton
- 1992 : A Town Torn Apart de Daniel Petrie : Dennis 'Doc' Littky
- 1996 : Gone in a Heartbeat de Jerry Jameson : Mark Hale
- 2000 : Growing Up Brady de Richard Colla : Sherwood Schwartz
- 2002 : La Loi de Los Angeles : le film (L.A. Law: The Movie) de Michael Schultz : Stuart Markowitz

## Théâtre (sélection)

### Broadway
- 1972 : Moonchildren (en) de Michael Weller, mise en scène d'Alan Schneider : le laitier
- 1975 : Trelawny of the 'Wells' (en) d'Arthur Wing Pinero, costumes de Theoni V. Aldredge : Tom Wrench
- 1979 : The Goodbye People (en) d'Herb Gardner (en) : Michael Silverman

### Off-Broadway
- 1974 : Les Joyeuses Commères de Windsor (The Merry Wives of Windsor) de William Shakespeare, mise en scène de David Margulies : Peter Simple
- 1974 : Les Rivaux (The Rivals) de Richard Brinsley Sheridan : Fag
- 1975 : La Comédie des erreurs (The Comedy of Errors) de William Shakespeare, mise en scène de John Pasquin : Dromio de Syracuse
- 1976 : The World of Sholom Aleichem d'Arnold Perl : Melamed / l'ange accusateur / Prinicipal
- 1976 : Mesure pour mesure (Measure for Measure) de William Shakespeare, mise en scène de John Pasquin : Froth
- 1979-1980 : Modigliani de Dennis McIntyre : Leopold Zborowski
- 1982 : Flux de Susan Miller
- 1982 : Two Fish in the Sky de Michael Hastings : Elliott Brucknell
- 1985 : Je ne suis pas Rappaport (I'm Not Rappaport) d'Herb Gardner (en) : Pete Danforth[1]
- 2006 : Based on a Totally True Story de Roberto Aguirre-Sacasa : le père d'Edan
- 2008 : Enter Laughing, adaptation par Carl Reiner du roman éponyme de Jsoeph Stein : Morris Kolowitz
- 2017 : Evening at the Talk House de Wallace Shawn : Bill

## Note et référence
1. ↑  Rôle repris par Boyd Gaines dans l'adaptation au cinéma de 1996, sous le même titre original.